# Цоцерия, Алексей Андреевич
Алексей Андреевич Цоцерия (1922, Зугдидский уезд, Кутаисская губерния, Российская империя — неизвестно, село Октомбери, Зугдидский район, Грузинская ССР) — звеньевой колхоза «Октомбери» Зугдидского района, Грузинская ССР. Герой Социалистического Труда (1948).

## Биография
Родился в 1922 году в крестьянской семье в Зугдидском уезде, в современном селе Октомбери. После окончания местной начальной школы с конца 1930-х годов трудился в колхозе «Октомбери» Зугдидского района. В послевоенное время — звеньевой в этом же колхозе.
В 1947 году звено под его руководством собрало в среднем с каждого гектара по 70,9 центнеров кукурузы с площади 3 гектара. Указом Президиума Верховного Совета СССР от 21 февраля 1948 года удостоен звания Героя Социалистического Труда за «получение высоких урожаев кукурузы и пшеницы в 1947 году» с вручением ордена Ленина и золотой медали «Серп и Молот» (№ 813).
Этим же указом званием Героя Социалистического Труда были награждены председатель колхоза Валериан Николаевич Шамугия, бригадир Варлам Отарович Цицава и звеньевой Иван Варламович Шамугия.
После выхода на пенсию проживал в селе Октомбери. Дата смерти не установлена .